# Plockton Church

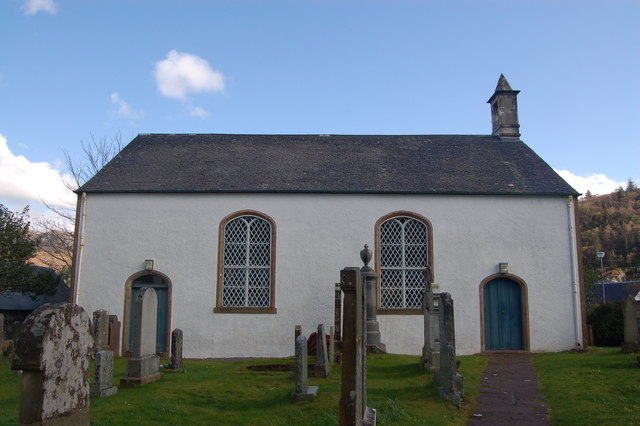
Plockton Church

Die Plockton Church ist ein Kirchengebäude der reformierten Free Church of Scotland in der schottischen Ortschaft Plockton in der Council Area Highland. 1971 wurde das Bauwerk in die schottischen Denkmallisten in der höchsten Denkmalkategorie A aufgenommen. Des Weiteren bildet es mit dem zugehörigen Pfarrhaus ein Denkmalensemble der Kategorie B.

## Geschichte
Die Plockton Church wurde 1828 als Pfarrkirche der presbyterianischen Church of Scotland errichtet. Den Entwurf erstellte James Smith unter Mitwirkung von Thomas Telford. Die Baukosten beliefen sich auf rund 1500 £. Mit der Zusammenlegung von Kirchengemeinden in den dünnbesiedelten Regionen der Highlands wurde auch der Parish Plockton aufgelöst, wodurch die Plockton Church redundant und nur noch zeitweise genutzt wurde. Die Bekanntgabe ihrer bevorstehenden Schließung im Jahre 2013 löste Widerstand in der Bevölkerung aus, die nun weitere Wege befürchtete. Die Free Church of Scotland, welche das Gebäude bereits neben der Church of Scotland für ihre Gottesdienste nutzte, plante das Gebäude zu übernehmen, befürchtete jedoch höhere Gebote von Immobilienentwicklern. Die Free Church erwarb das Gebäude schließlich im November desselben Jahres zum Preis von 90.000 £.

## Beschreibung
Die Plockton Church steht an der Innes Street im Südteil der Ortschaft nahe dem Hafen. Die nordwestexponierte Hauptfassade des T-förmigen Gebäudes ist vier Achsen weit. Auf den Zentralachsen sind Segmentbogenfenster eingelassen, auf den Außenachsen segmentbogige Türen. Das Glas der kleinteiligen Sprossenfenster ist im Diamantschliff ausgeführt. An den Giebelseiten sowie der rückwärtigen Fassade sind die Fenster analog ausgestaltet. Die Fassaden der Plockton Church sind mit Harl verputzt, wobei Natursteineinfassungen abgesetzt sind. Die abschließenden Satteldächer sind mit West-Highland-Schiefer eingedeckt. Auf dem Südgiebel sitzt ein kleiner Dachreiter mit offenem Geläut, der in einem kurzen, spitzen Helm ausläuft.